# Яп Аудкерк
Яп Аудкерк (нід. Jaap Oudkerk, 2 серпня 1937 — 17 лютого 2024) — нідерландський велогонщик.
Бронзовий призер Олімпійських Ігор 1964 року в командній гонці переслідування, учасник 1960 року.
Чемпіон світу з велоперегонів за лідером 1964 (як аматор), 1969 (як професіонал) років, срібний призер 1971 року (як професіонал), бронзовий призер 1965 року (як професіонал).